# Montagnac-la-Crempse
Pour les articles homonymes, voir Montagnac.
Montagnac-la-Crempse [mɔ̃taɲak la kʁɛ̃ps] est une commune française située dans le département de la Dordogne, en région Nouvelle-Aquitaine.

## Géographie

### Généralités
La commune de Montagnac-la-Crempse, arrosée par la Crempse, est traversée par le 45e parallèle nord ; de ce fait, elle est située à égale distance du pôle Nord et de l'équateur terrestre (environ 5 000 km).
Le village de Montagnac-la-Crempse est situé à 20 kilomètres de Bergerac, entre Villamblard et Campsegret.

### Communes limitrophes
Montagnac-la-Crempse est limitrophe de six autres communes, dont Saint-Martin-des-Combes à l'est, par un simple quadripoint, au lieu-dit les Quatre Bornes. Au nord-ouest, son territoire est distant d'environ 500 mètres de celui de Saint-Hilaire-d'Estissac.
|          | Villamblard            | Douville                |
| Beleymas | Montagnac-la-Crempse   | Saint-Martin-des-Combes |
|          | Eyraud-Crempse-Maurens | Campsegret              |

### Géologie et relief

#### Géologie
Situé sur la plaque nord du Bassin aquitain et bordé à son extrémité nord-est par une frange du Massif central, le département de la Dordogne présente une grande diversité géologique. Les terrains sont disposés en profondeur en strates régulières, témoins d'une sédimentation sur cette ancienne plate-forme marine. Le département peut ainsi être découpé sur le plan géologique en quatre gradins différenciés selon leur âge géologique. Montagnac-la-Crempse est située dans le troisième gradin à partir du nord-est, un plateau formé de calcaires hétérogènes du Crétacé.
Les couches affleurantes sur le territoire communal sont constituées de formations superficielles du Quaternaire et de roches sédimentaires datant pour certaines du Cénozoïque, et pour d'autres du Mésozoïque. La formation la plus ancienne, notée c5c, date du Campanien 3, une alternance de marnes à glauconie et de calcaires crayo-marneux jaunâtres. La formation la plus récente, notée CFvs, fait partie des formations superficielles de type colluvions carbonatées de vallons secs : sable limoneux à débris calcaires et argile sableuse à débris. Le descriptif de ces couches est détaillé dans  les feuilles « no 782 - Mussidan » et « no 806 - Bergerac » de la carte géologique au 1/50 000 de la France métropolitaine, et leurs notices associées,.

Carte géologique de Montagnac-la-Crempse.

#### Relief et paysages
Le département de la Dordogne se présente comme un vaste plateau incliné du nord-est (478 m, à la forêt de Vieillecour dans le Nontronnais) au sud-ouest (2 m à Lamothe-Montravel). L'altitude du territoire communal varie quant à elle entre 92 m et 199 m,.
Dans le cadre de la Convention européenne du paysage entrée en vigueur en France le 1er juillet 2006, renforcée par la loi du 8 août 2016 pour la reconquête de la biodiversité, de la nature et des paysages, un atlas des paysages de la Dordogne a été élaboré sous maîtrise d’ouvrage de l’État et publié en octobre 2020. Les paysages du département s'organisent en huit unités paysagères et 14 sous-unités. La commune fait partie du Périgord central, un paysage vallonné, aux horizons limités par de nombreux bois, plus ou moins denses, parsemés de prairies et de petits champs.
La superficie cadastrale de la commune publiée par l'Insee, qui sert de référence dans toutes les statistiques, est de 25,49 km2,,. La superficie géographique, issue de la BD Topo, composante du Référentiel à grande échelle produit par l'IGN, est quant à elle de 25,48 km2.

### Hydrographie

#### Réseau hydrographique
La commune est située dans le bassin de la Dordogne au sein du Bassin Adour-Garonne. Elle est drainée par la Crempse, la Seyze, le Brésil, le ruisseau de la Sauvetat et par divers petits cours d'eau, qui constituent un réseau hydrographique de 25 km de longueur totale,.
La Crempse, d'une longueur totale de 26,22 km, prend sa source à Beauregard-et-Bassac et se jette dans l'Isle en rive gauche à Mussidan, face à Saint-Front-de-Pradoux,. Elle traverse la commune du nord-est au nord-ouest sur plus de quatre kilomètres.
Deux affluents de rive droite de la Crempse bordent la commune : le ruisseau de la Sauvetat au nord-est sur plus d'un kilomètre et demi face à Douville, et le Brésil au nord-ouest sur près de deux kilomètres et demi, face à Villamblard et Beleymas.
La Seyze (ou Galinat dans sa partie amont), d'une longueur totale de 9,58 km, prend sa source dans le sud de la commune et se jette dans le Caudeau en rive droite à Lembras, face à Creysse,.

Réseaux hydrographique et routier de Montagnac-la-Crempse.
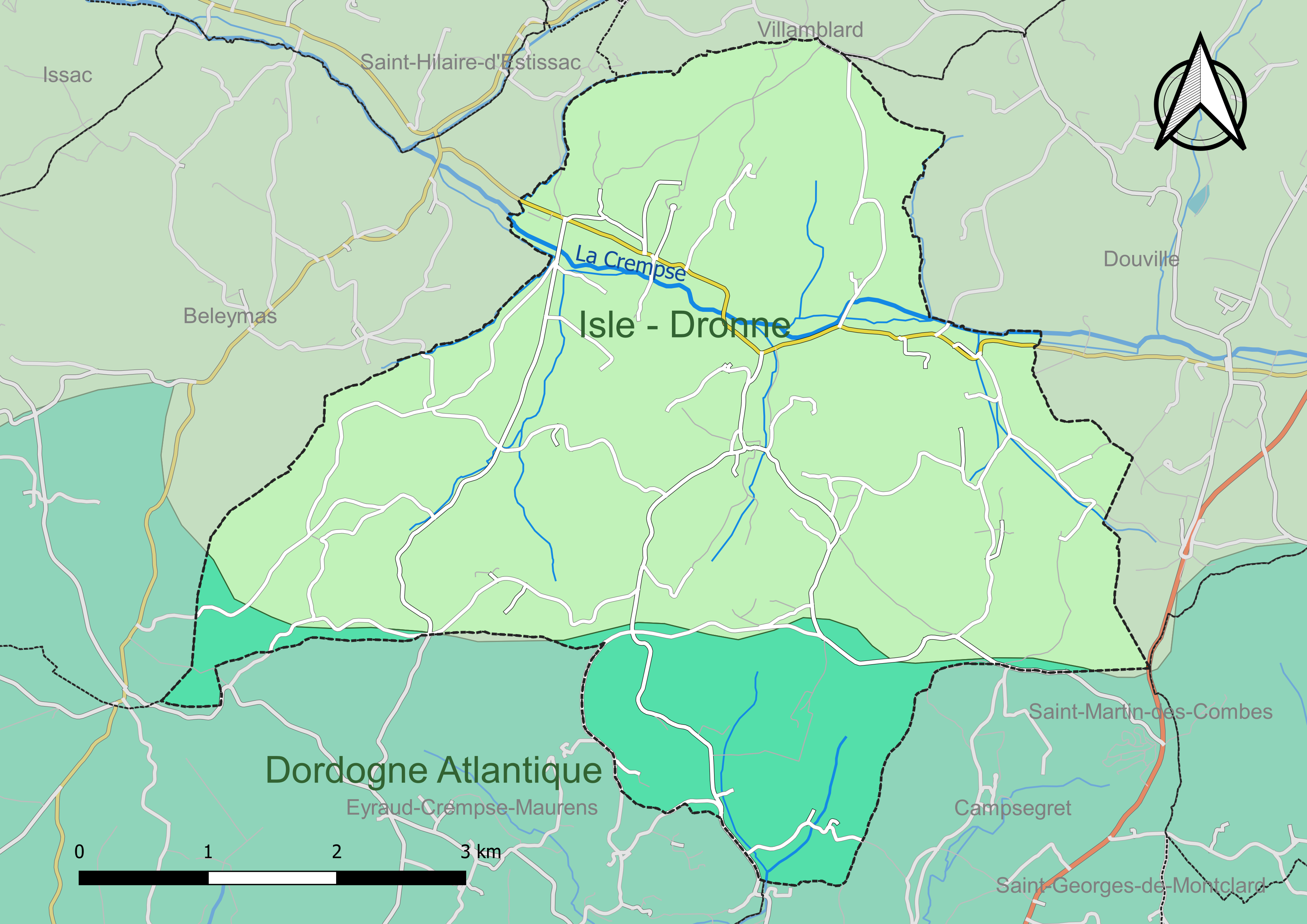
Carte des schémas d'aménagement et de gestion des eaux (SAGE) couvrant le territoire communal de Montagnac-la-Crempse.

#### Gestion et qualité des eaux
Le territoire communal est couvert par les schémas d'aménagement et de gestion des eaux (SAGE) « Dordogne Atlantique » et « Isle - Dronne ». Le SAGE « Dordogne Atlantique », dont le territoire correspond au sous‐bassin le plus aval du bassin versant de la Dordogne (aval de la confluence Dordogne - Vézère)., d'une superficie de 2 700 km2 est en cours d'élaboration. La structure porteuse de l'élaboration et de la mise en œuvre est l'établissement public territorial de bassin de la Dordogne (EPIDOR). Le SAGE « Isle - Dronne », dont le territoire regroupe les bassins versants de l'Isle et de la Dronne, d'une superficie de 7 500 km2, a été approuvé le 2 août 2021. La structure porteuse de l'élaboration et de la mise en œuvre est également l'EPIDOR. Ils définissent chacun sur leur territoire les objectifs généraux d’utilisation, de mise en valeur et de protection quantitative et qualitative des ressources en eau superficielle et souterraine, en respect des objectifs de qualité définis dans le troisième SDAGE  du Bassin Adour-Garonne qui couvre la période 2022-2027, approuvé le 10 mars 2022.
La majeure partie du territoire communal, au nord, dépend du SAGE Isle - Dronne. Au sud, environ 15 % du territoire (dont le bassin versant de la Seyze) est rattaché au SAGE Dordogne Atlantique.
La qualité des eaux de baignade et des cours d’eau peut être consultée sur un site dédié géré par les agences de l’eau et l’Agence française pour la biodiversité.

### Climat
Pour des articles plus généraux, voir Climat de la Nouvelle-Aquitaine et Climat de la Dordogne.
Historiquement, la commune est exposée à un climat océanique aquitain.  
En 2020, Météo-France publie une typologie des climats de la France métropolitaine dans laquelle la commune est exposée à un climat océanique altéré et est dans la région climatique  Aquitaine, Gascogne, caractérisée par une pluviométrie abondante au printemps, modérée en automne, un faible ensoleillement au printemps, un été chaud (19,5 °C), des vents faibles, des brouillards fréquents en automne et en hiver et des orages fréquents en été (15 à 20 jours).
Pour la période 1971-2000, la température annuelle moyenne est de 12,6 °C, avec  une amplitude thermique annuelle de 15 °C. Le cumul annuel moyen de précipitations est de 878 mm, avec 11,8 jours de précipitations en janvier et 6,7 jours en juillet. Pour la période 1991-2020, la température moyenne annuelle observée sur la station météorologique la plus proche, située sur la commune de Bergerac à 15 km à vol d'oiseau, est de 13,2 °C et le cumul annuel moyen de précipitations est de 792,9 mm,. Pour l'avenir, les paramètres climatiques de la commune estimés pour 2050 selon différents scénarios d’émission de gaz à effet de serre sont consultables sur un site dédié publié par Météo-France en novembre 2022.

## Urbanisme

### Typologie
Au 1er janvier 2024, Montagnac-la-Crempse est catégorisée commune rurale à habitat très dispersé, selon la nouvelle grille communale de densité à 7 niveaux définie par l'Insee en 2022.
Elle est située hors unité urbaine. Par ailleurs la commune fait partie de l'aire d'attraction de Bergerac, dont elle est une commune de la couronne,. Cette aire, qui regroupe 73 communes, est catégorisée dans les aires de 50 000 à moins de 200 000 habitants,.

### Occupation des sols
L'occupation des sols de la commune, telle qu'elle ressort de la base de données européenne d’occupation biophysique des sols Corine Land Cover (CLC), est marquée par l'importance des forêts et milieux semi-naturels (55,6 % en 2018), une proportion sensiblement équivalente à celle de 1990 (55,7 %). La répartition détaillée en 2018 est la suivante : 
forêts (53,3 %), zones agricoles hétérogènes (34,3 %), prairies (10,1 %), milieux à végétation arbustive et/ou herbacée (2,3 %). L'évolution de l’occupation des sols de la commune et de ses infrastructures peut être observée sur les différentes représentations cartographiques du territoire : la carte de Cassini (XVIIIe siècle), la carte d'état-major (1820-1866) et les cartes ou photos aériennes de l'IGN pour la période actuelle (1950 à aujourd'hui).

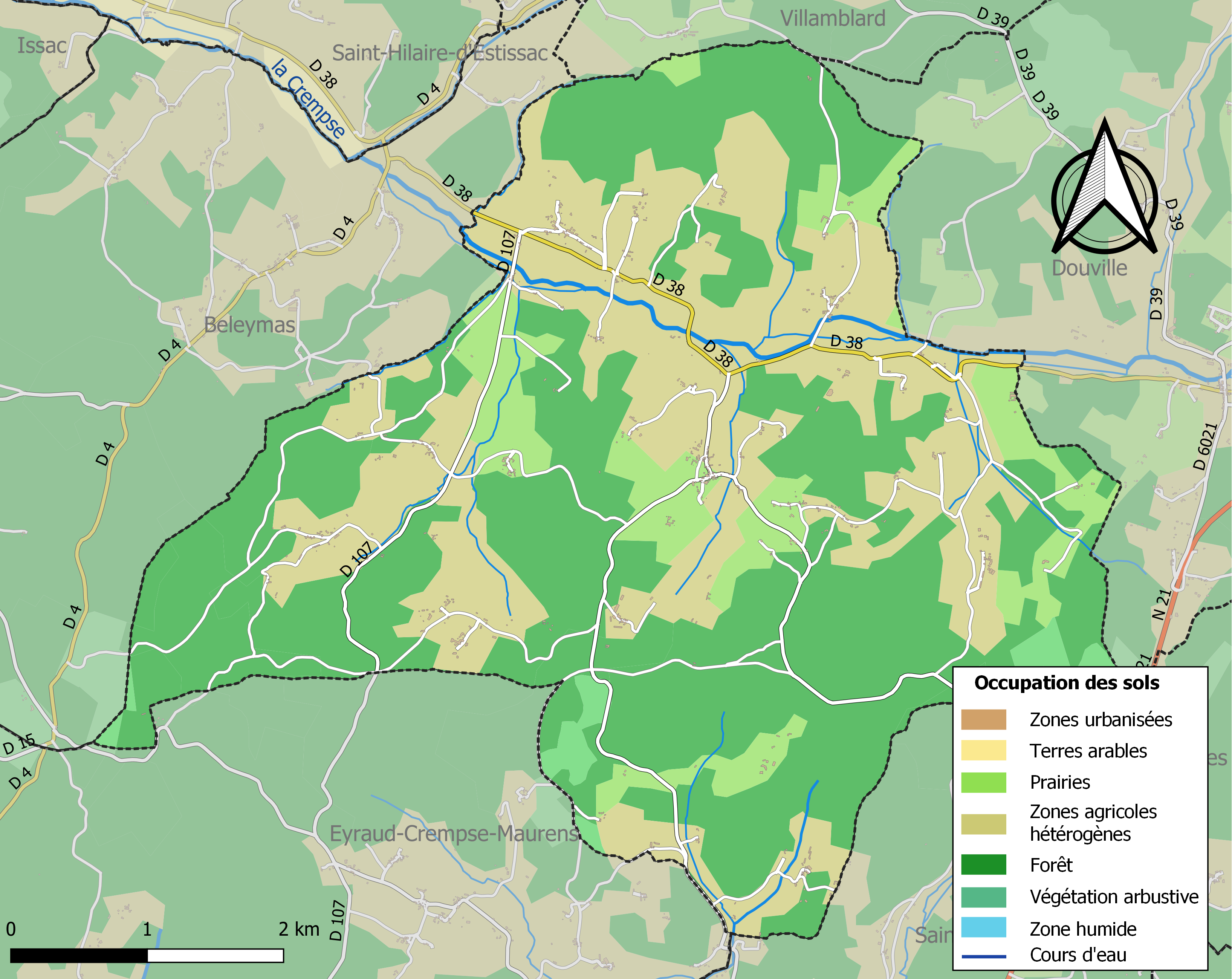
Carte des infrastructures et de l'occupation des sols de la commune en 2018 (CLC).

### Villages, hameaux et lieux-dits
Outre le bourg de Montagnac-la-Crempse proprement dit, la commune se compose d'autres villages ou hameaux, ainsi que de lieux-dits :
- Baillarguie
- la Baïtie
- la Batellerie
- le Baylet
- la Berthe
- la Bertinie
- les Bitarelles
- les Bouyges
- Bramide
- les Brandes
- Brantome
- La Brugère
- Campagnac[36]
- Canaud
- les Carbonnières
- le Castellat
- le Cause
- Chabirat
- Chez le Médecin
- le Claud
- Cleyde
- le Cros
- Cros de la Carveyre
- Donnedevie
- la Fage
- Fissetot
- Font de la Vigne
- la Font Franque
- les Fonts du Mas
- le Foussac
- la Freunie
- les Garissouds
- le Grand Bosc
- la Grande Fontaine
- Grand Gardonne
- la Grange
- les Gravoux
- Lesparsou
- la Levade
- Leygonie
- le Luc
- la Magninie
- les Mailleries
- Maison Basse
- Maison Neuve
- Maison Neuve (2)
- Maison Neuve (3)
- la Martigne
- les Masseries
- les Meygnauds
- Montugoux
- le Moulin de Gayral
- les Pâques
- les Perrières
- le Petit Bosc
- Petit Gardonne
- Peyrat
- Peyrebise
- Plaît-à-Dieu
- Platier
- la Poude
- les Quatre Bornes
- le Roudalet
- la Simonette
- la Taillerie
- la Tour
- le Tournier
- Vignes Vieilles.

### Prévention des risques
Le territoire de la commune de Montagnac-la-Crempse est vulnérable à différents aléas naturels : météorologiques (tempête, orage, neige, grand froid, canicule ou sécheresse), feux de forêts, mouvements de terrains et séisme (sismicité très faible). Un site publié par le BRGM permet d'évaluer simplement et rapidement les risques d'un bien localisé soit par son adresse soit par le numéro de sa parcelle.
Montagnac-la-Crempse est exposée au risque de feu de forêt. L’arrêté préfectoral du 14 mars 2013 fixe les conditions de pratique des incinérations et de brûlage dans un objectif de réduire le risque de départs d’incendie. À ce titre, des périodes sont déterminées : interdiction totale du 15 février au 15 mai et du 15 juin au 15 octobre, utilisation réglementée du 16 mai au 14 juin et du 16 octobre au 14 février. En septembre 2020, un plan inter-départemental de protection des forêts contre les incendies (PidPFCI) a été adopté pour la période 2019-2029,.

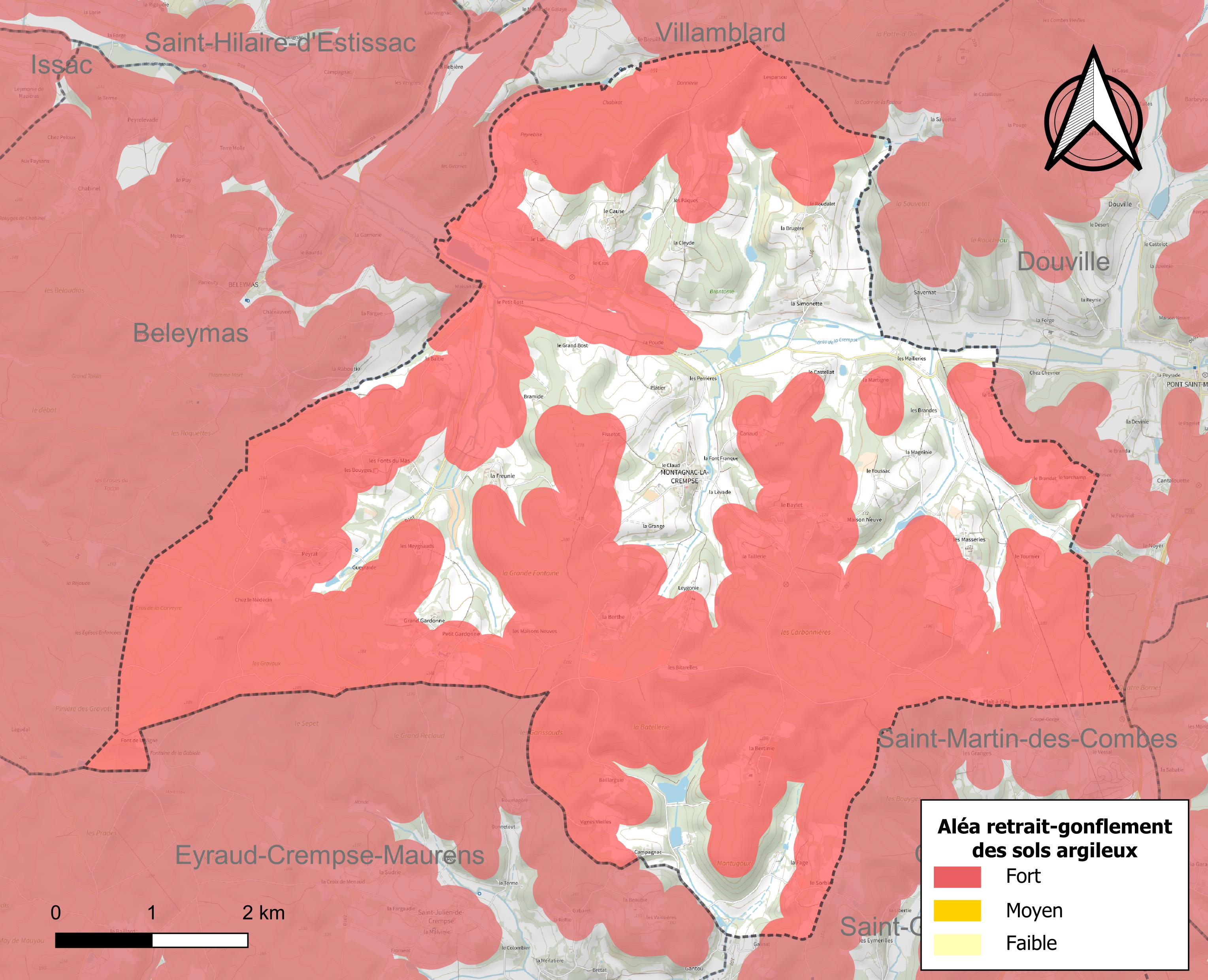
Carte des zones d'aléa retrait-gonflement des sols argileux de Montagnac-la-Crempse.

Les mouvements de terrains susceptibles de se produire sur la commune sont des tassements différentiels. Le retrait-gonflement des sols argileux est susceptible d'engendrer des dommages importants aux bâtiments en cas d’alternance de périodes de sécheresse et de pluie. 69,8 % de la superficie communale est en aléa moyen ou fort (58,6 % au niveau départemental et 48,5 % au niveau national métropolitain). Depuis le 1er octobre 2020, en application de la loi ÉLAN, différentes contraintes s'imposent aux vendeurs, maîtres d'ouvrages ou constructeurs de biens situés dans une zone classée en aléa moyen ou fort,.
La commune a été reconnue en état de catastrophe naturelle au titre des dommages causés par les inondations et coulées de boue survenues en 1982, 1983, 1988, 1999, 2001 et 2018, par la sécheresse en 1992, 1995, 2009 et 2011 et par des mouvements de terrain en 1999.

## Toponymie
La première partie du nom de la commune se réfère à Montanius, nom de personnage gallo-roman, suivi du suffixe -acum, indiquant le « domaine de Montanius ». La seconde partie du nom s'explique par la Crempse, principal cours d'eau de la commune.
En occitan, la commune porte le nom de Montanhac de Cremsa.

## Histoire
La paroisse de Montanhac apparait en 1142, donnée par l'évêque de Périgueux Geoffroy du Cause à l'abbaye Saint-Cybard d'Angoulême. La première mention écrite connue du lieu apparait en 1268 sous la forme Montanhac, qui évolue quatorze ans plus tard en Montaniacum de la Crempsa. Située aux XIIIe et XIVe siècles dans la mouvance des comtes de Périgord, la paroisse passe ensuite dans la mouvance de la seigneurie d'Estissac, puis de celle de Roussille. En 1726, elle compte 1 014 habitants.
Dès 1789, la commune nouvelle devient chef-lieu du canton de Montagnac, qui en 1802 prend le nom de canton de Villamblard, à la suite du transfert de son chef-lieu. En 1793, elle englobe la commune de Campagnac (ancienne paroisse de Campagnac de Cornecul).
En 1856, l'église du XIIe siècle est reconstruite pour le bâtiment actuel consacré à saint Pantaléon, patron de la paroisse[réf. nécessaire].
En 1896, elle compte encore 899 habitants, mais la crise du phylloxéra et l'exode rural feront tomber sa population à moins de 400 habitants à la fin du XXe siècle et au début du XXIe siècle.

## Politique et administration

### Rattachements administratifs et électoraux
Dès 1790, la commune de Montagnac-la-Crempse est le chef-lieu du canton de Montagnac. Elle dépend du district de Bergerac jusqu'en 1795, date de suppression des districts. En 1801, le canton est rattaché à l'arrondissement de Bergerac. Le canton de Montagnac est ensuite renommé en canton de Villamblard l'année suivante, à la suite du transfert de son chef-lieu, de Montagnac à Villamblard.
Dans le cadre de la réforme de 2014 définie par le décret du 21 février 2014, ce canton disparaît aux élections départementales de mars 2015. La commune est alors rattachée électoralement au canton du Périgord central.
En 2017, Montagnac-la-Crempse est rattachée à l'arrondissement de Périgueux,.

### Intercommunalité
Fin 2001, Montagnac-la-Crempse intègre dès sa création la communauté de communes du Pays de Villamblard. Celle-ci disparaît au 31 décembre 2016, remplacée au 1er janvier 2017 par la communauté de communes Isle et Crempse en Périgord.

### Administration municipale
La population de la commune étant comprise entre 100 et 499 habitants au recensement de 2017, onze conseillers municipaux ont été élus en 2020,.

### Liste des maires

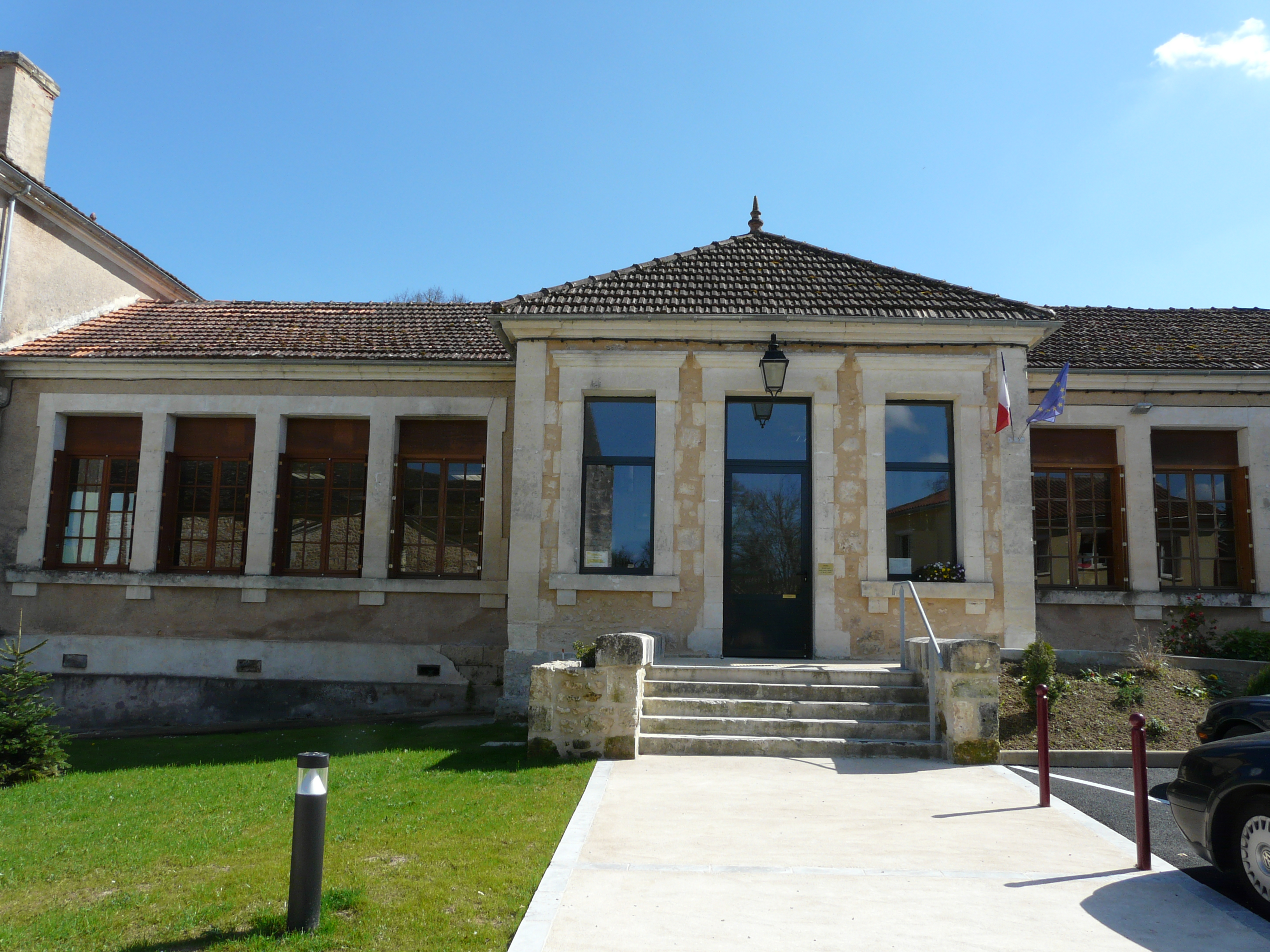
La mairie.

| Période                                  | Période   | Identité           | Étiquette | Qualité  |
| ---------------------------------------- | --------- | ------------------ | --------- | -------- |
| Les données manquantes sont à compléter. |           |                    |           |          |
|                                          |           |                    |           |          |
|                                          | 1989      | Maurice Deffieux   |           |          |
| 1989                                     | mars 2014 | Henri Gaillard     | SE        | Retraité |
| mars 2014 (réélu en mai 2020)            | En cours  | Jean-Claude Prévôt |           |          |

## Équipements et services publics

### Enseignement
Montagnac-la-Crempse dispose d'une école élémentairet et est organisée en regroupement pédagogique intercommunal avec Douville.

### Justice
Dans le domaine judiciaire, Montagnac-la-Crempse relève : 
- du tribunal judiciaire, du tribunal pour enfants, du conseil de prud'hommes et du tribunal de commerce de Bergerac ;
- du pôle Nationalité du tribunal judiciaire de Périgueux (compétent uniquement dans le domaine de la nationalité) ;
- de la cour d'appel, du tribunal administratif et de la  cour administrative d'appel de Bordeaux.

## Population et société

### Démographie
Les habitants de Montagnac-la-Crempse se nomment les Montagnacois.
L'évolution du nombre d'habitants est connue à travers les recensements de la population effectués dans la commune depuis 1793. Pour les communes de moins de 10 000 habitants, une enquête de recensement portant sur toute la population est réalisée tous les cinq ans, les populations de référence des années intermédiaires étant quant à elles estimées par interpolation ou extrapolation. Pour la commune, le premier recensement exhaustif entrant dans le cadre du nouveau dispositif a été réalisé en 2007.

En 2022, la commune comptait 391 habitants, en évolution de +1,03 % par rapport à 2016 (Dordogne : +0,37 %, France hors Mayotte : +2,11 %).
| 1793  | 1800  | 1806  | 1821  | 1831  | 1836  | 1841  | 1846  | 1851  |
| ----- | ----- | ----- | ----- | ----- | ----- | ----- | ----- | ----- |
| 1 080 | 1 020 | 1 048 | 1 323 | 1 400 | 1 347 | 1 297 | 1 304 | 1 246 |

| 1856  | 1861  | 1866  | 1872  | 1876 | 1881 | 1886 | 1891 | 1896 |
| ----- | ----- | ----- | ----- | ---- | ---- | ---- | ---- | ---- |
| 1 200 | 1 148 | 1 063 | 1 038 | 984  | 980  | 968  | 949  | 899  |

| 1901 | 1906 | 1911 | 1921 | 1926 | 1931 | 1936 | 1946 | 1954 |
| ---- | ---- | ---- | ---- | ---- | ---- | ---- | ---- | ---- |
| 803  | 805  | 700  | 605  | 585  | 562  | 531  | 542  | 542  |

| 1962 | 1968 | 1975 | 1982 | 1990 | 1999 | 2006 | 2007 | 2012 |
| ---- | ---- | ---- | ---- | ---- | ---- | ---- | ---- | ---- |
| 444  | 448  | 409  | 365  | 363  | 381  | 385  | 385  | 377  |

| 2017 | 2022 | - | - | - | - | - | - | - |
| ---- | ---- | - | - | - | - | - | - | - |
| 392  | 391  | - | - | - | - | - | - | - |

## Économie

### Emploi
En 2015, parmi la population communale comprise entre 15 et 64 ans, les actifs représentent 155 personnes, soit 40,7 % de la population municipale. Le nombre de chômeurs (vingt-quatre) a augmenté par rapport à 2010 (seize) et le taux de chômage de cette population active s'établit à 15,7 %.

### Établissements
Au 31 décembre 2015, la commune compte trente-quatre établissements, dont treize au niveau des commerces, transports ou services, huit relatifs au secteur administratif, à l'enseignement, à la santé ou à l'action sociale, six dans l'agriculture, la sylviculture ou la pêche, cinq dans la construction, et deux dans l'industrie.

## Culture locale et patrimoine

### Lieux et monuments
- Église Saint-Martin[65], XIIe siècle[45]. Elle recèle deux panneaux de bois du XVIIe siècle en bas-relief de l'ancien retable du couvent de la Visitation de Périgueux, représentant la Visitation[66] et Jésus au milieu des docteurs[67]. Classés en 1999 au titre des monuments historiques, ces deux panneaux ont été achetés au début du XIXe siècle par le curé de Montagnac à son confrère de Beleymas qui avait récupéré l'ensemble du retable mais ne pouvait pas en exposer la totalité dans sa petite église[68].
- Chapelle Sainte-Marie des Gueyrals, XIIe siècle[45], au nord du bourg.
- Chartreuse du Claud[69].
- Chartreuse de la Freunie[70].
- Chartreuse de Gardonne, du XVIIe siècle[71],[72].
- Logis de la Cause, des XIVe et XVe siècles[73].
- Hameau de la Grange : fin 2014, une vingtaine de dominicaines contemplatives traditionalistes, originaires d'Avrillé et proches de la Fraternité sacerdotale Saint-Pie-X, ont fondé le monastère de l'Immaculée au sein de cette propriété agricole de trente hectares, site protégé datant du XVIe siècle[74],[75].
- Manoir de la Bertinie, avec certaines parties des communs du XVe siècle[76].
- Grotte aménagée de La Bertinie 1 située à proximité d'une motte de 3 mètres de haut à la cime d'un coteau au lieu-dit Montugou[77].
- Manoir de Leygonie, XVe et XVIIIe siècles.
- Manoir de Sainte-Marie, du XVIIIe siècle, à proximité de la chapelle Sainte-Marie[78].
- Centre d'animation rural[79].

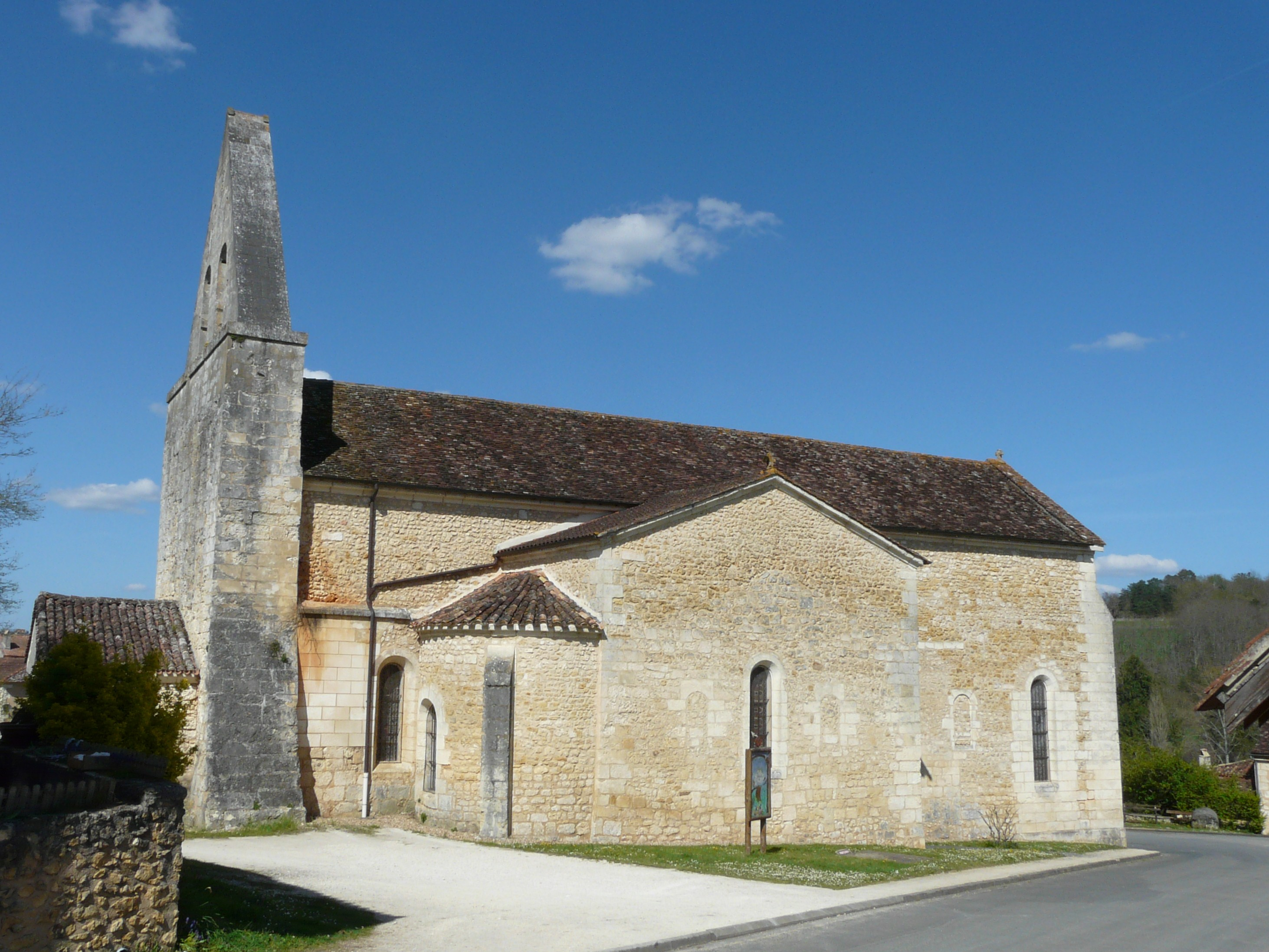
L'église Saint-Martin.
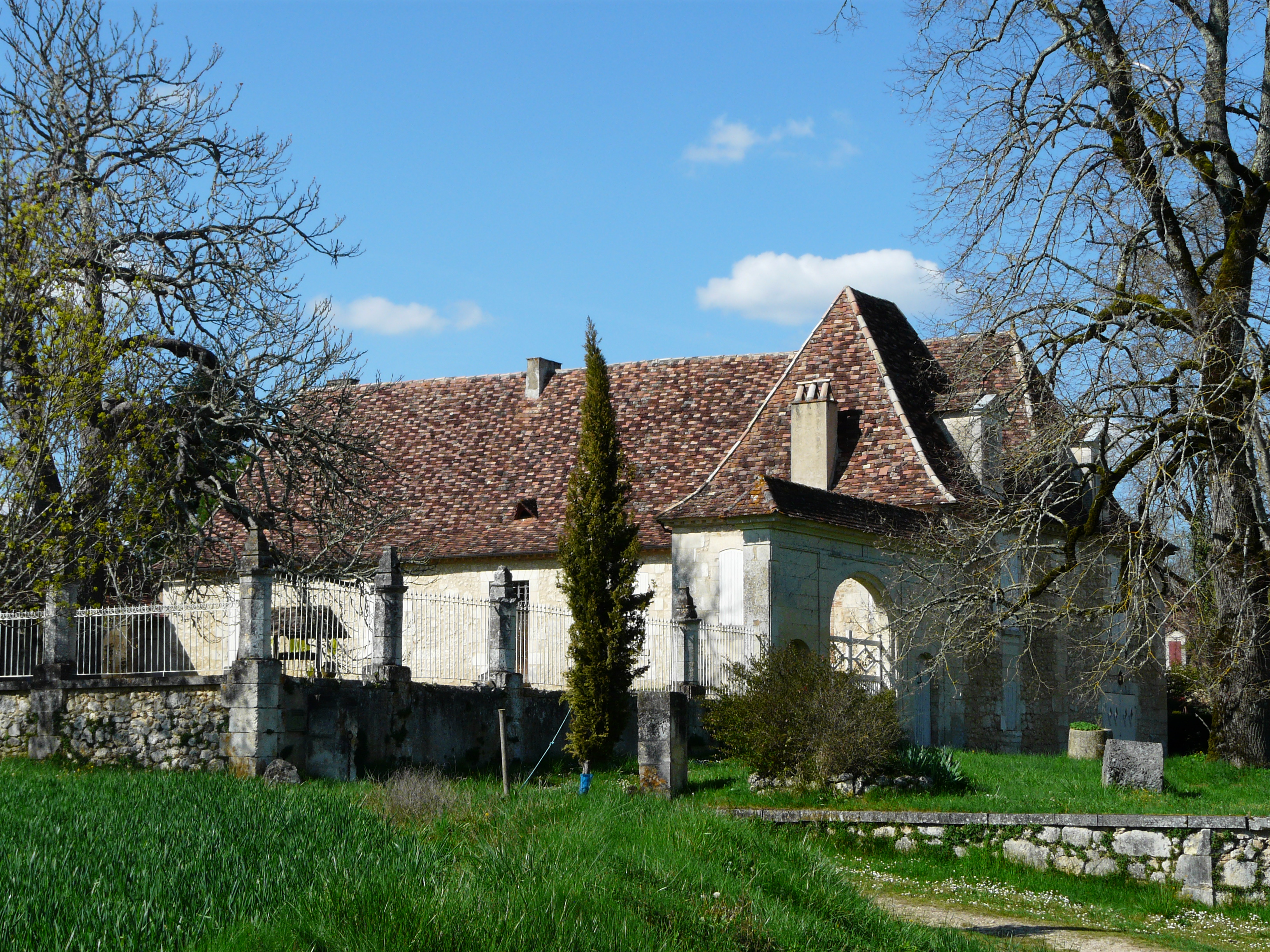
La chartreuse du Claud.
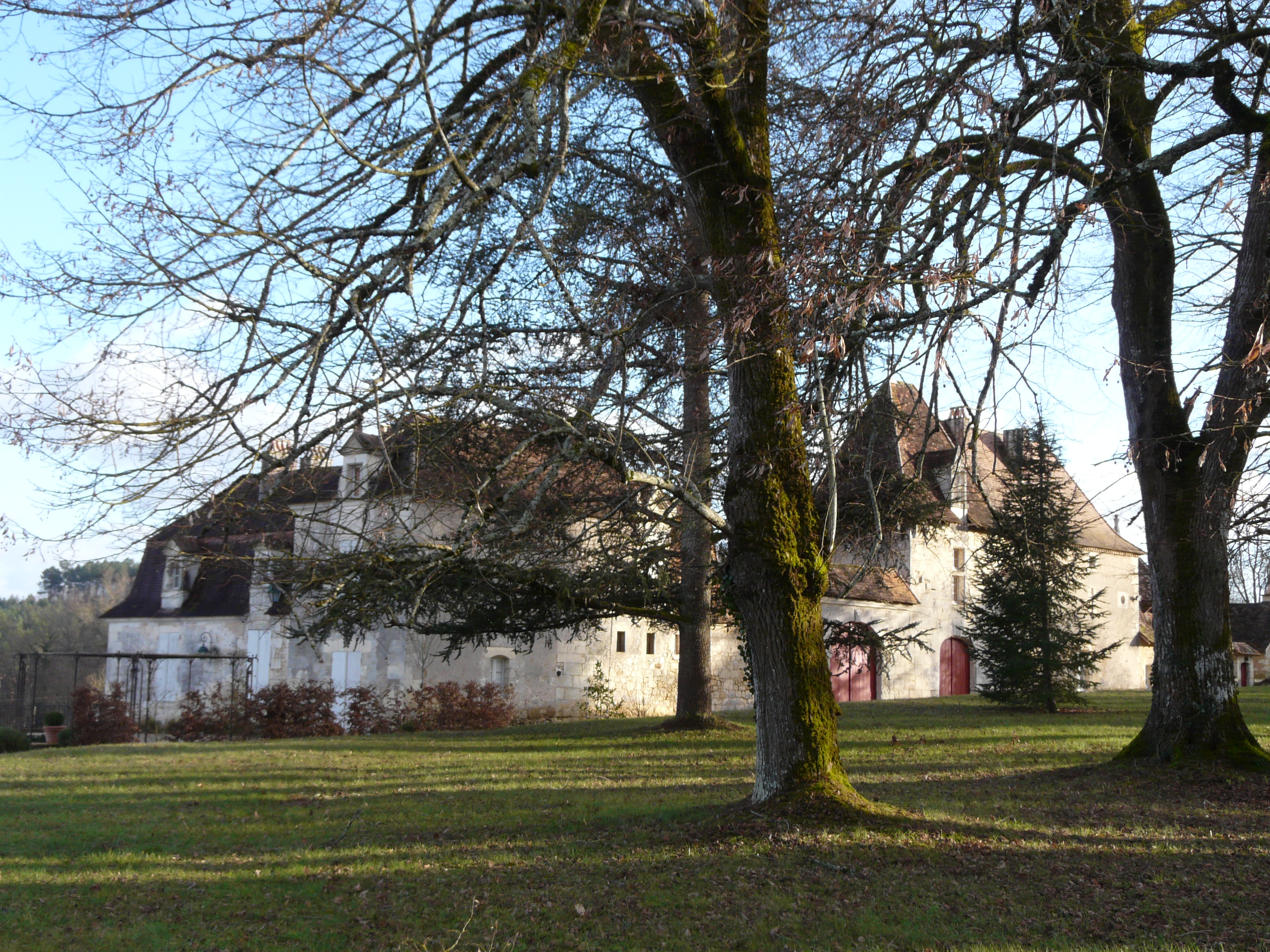
Le manoir de Leygonie.
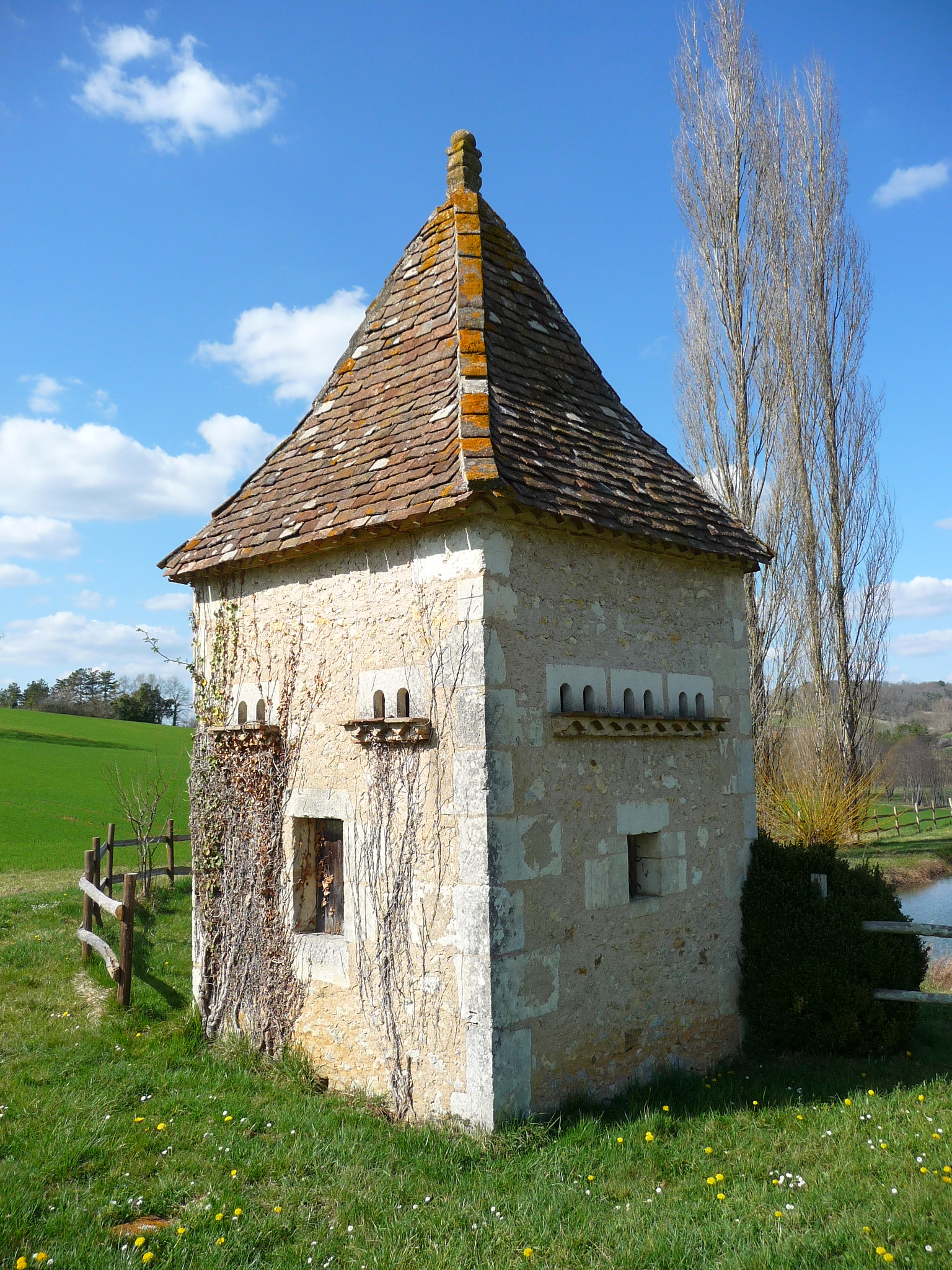
Pigeonnier à Montagnac-la-Crempse.

### Personnalités liées à la commune
- Pierre de Lépine (1757-1831) devient vicaire de la paroisse de Montagnac la Crempse en 1788, avant de rejoindre Périgueux puis Paris. Il devient ensuite directeur de l'école des chartes[80].
- François Prévot-Leygonie (1780-1852) : homme politique, avocat puis magistrat, né et décédé à Montagnac-la-Crempse[81].
- Son frère, Pierre Prévot-Leygonie (1783-1851), né également à Montagnac la Crempse, chirurgien major dans l'armée impériale[81].
- Jean Baptiste Bordas, dit Bordas-Demoulin (Montagnac 1798- Paris 1859) : Philosophe. Né au lieu-dit de La Bertinie, il est orphelin de très bonne heure. Devenu philosophe à Paris, il fait paraître en 1837, en collaboration avec l'abbé Sénac Le Christianisme dans ses rapports avec la civilisation moderne puis en 1843 Le Cartésianisme suivi de Théorie de la Substance et de celle de l'infini, en 1846 Mélanges philosophiques et religieux et en 1856 Essais sur la réforme catholique. Après sa mort, ses œuvres posthumes, sont éditées en deux volumes par François Huet.
- Félix Fournery (1865-1938), peintre, s'installa avec son atelier dans la commune, qu'il peignit et où il est mort.
- Robert Toulemon : haut fonctionnaire né en 1927 à Montagnac : ancien élève de l’ENA, inspecteur général des finances honoraire, directeur général honoraire à la Commission européenne à Bruxelles. Il est l’auteur de nombreux ouvrages sur la construction européenne dont 50 mots : l'Europe, La construction européenne, Aimer l'Europe, et Souvenirs européens 1950-2005.

## Pour approfondir